# Aeroportul Walgett
Aeroportul Walgett (IATA: WGE, ICAO: YWLG) este un aeroport din Noul Wales de Sud, Australia.
Situat la o altitudine de 132 m, aeroportul dispune de o singură pistă. Este operat de Walgett Shire⁠(d).